# Hermanos Erwin
Andrew Erwin y Jon Erwin , conocidos como los Hermanos Erwin, son directores, guionistas y productores de cine cristiano estadounidenses. Ambos son conocidos por películas como Woodlawn, Mientras estés conmigo y Si solo pudiera imaginar, que colectivamente han recaudado más de $ 150 millones en todo el mundo. Son los líderes y cofundadores de la productora Kingdom Story Company.

## Primeros años
Los hermanos Erwin nacieron en Birmingham, Alabama. Son hijos del exsenador estatal Hank Erwin y nietos de Henry Eugene "Red" Erwin Sr. , ganador de la Medalla de Honor y veterano de la Segunda Guerra Mundial.
Mientras Jon Erwin era aprendiz-camarógrafo en la emisora ESPN, tuvo que, a la edad de 15 años, reemplazar a un camarógrafo enfermo para la cobertura de un partido de fútbol americano de la Universidad de Alabama Equipo de fútbol Crimson Tide.

### Carrera
Después de haber interrumpido sus estudios en una escuela de cine, los hermanos Erwin realizan La cruz y las torres en 2006, un documental sobre la cruz de acero encontrada en los restos de las torres del World Trade Center tras el  atentados del 11 de septiembre de 2001.
En 2011, Jon se desempeñó como director de la segunda unidad de la película Courageous. En 2011, se estrenó su primer largometraje, Bebé de octubre, una película provida que cuenta la historia de una joven que casi es abortada en su el vientre de la madre. En 2018, Si solo pudiera imaginar fue un éxito de taquilla.
En 2019, con Kevin Downes y Tony Youngm fundaron la productora Kingdom Story Company .
En 2020, los dos hermanos lanzaron Mientras estés conmigo.

## Filmografía

### Jon Erwin
| Año  | Título                          | Director | Guionista | Productor | Notes                                                              |
| ---- | ------------------------------- | -------- | --------- | --------- | ------------------------------------------------------------------ |
| 2006 | The Cross and the Towers        | Sí       | No        | Sí        | Película documental También colaboró en el montaje y la fotografía |
| 2011 | October Baby                    | Sí       | Sí        | Sí        | También productor ejecutivo y colaboró en la fotografía            |
| 2012 | Fully Alive                     | Sí       | No        | No        |                                                                    |
| 2014 | Moms' Night Out                 | Sí       | Sí        | Sí        |                                                                    |
| 2015 | Woodlawn                        | Sí       | Sí        | Sí        |                                                                    |
| 2017 | Steve McQueen: American Icon    | Sí       | No        | Sí        | Película documental                                                |
| 2018 | Si solo pudiera imaginar        | Sí       | Sí        | Ejecutivo |                                                                    |
| 2020 | Mientras estés conmigo          | Sí       | Sí        | Sí        |                                                                    |
| 2021 | The Jesus Music                 | Sí       | Sí        | Ejecutivo | Película documental                                                |
| 2021 | American Underdog               | Sí       | Sí        | Sí        |                                                                    |
| 2023 | Jesus Revolution                | Sí       | Sí        | Sí        |                                                                    |
| 2024 | Ordinary Angels                 | No       | Sí        | Sí        |                                                                    |
| 2024 | The Best Christmas Pageant Ever | No       | No        | Sí        |                                                                    |

### Andrew Erwin
| Año  | Título                                       | Director | Productor | Editor | Notes                       |
| ---- | -------------------------------------------- | -------- | --------- | ------ | --------------------------- |
| 2006 | The Cross and the Towers                     | Sí       | No        | Sí     | Película documental         |
| 2008 | Hearing Everett: The Rancho Sordo Mudo Story | No       | No        | Sí     | Película documental         |
| 2011 | October Baby                                 | Sí       | Sí        | Sí     | También productor ejecutivo |
| 2012 | Fully Alive                                  | No       | No        | Sí     |                             |
| 2014 | Moms' Night Out                              | Sí       | Sí        | Sí     |                             |
| 2015 | Woodlawn                                     | Sí       | Ejecutivo | Sí     |                             |
| 2017 | Steve McQueen: American Icon                 | No       | Sí        | No     | Película documental         |
| 2018 | Si solo pudiera imaginar                     | Sí       | Ejecutivo | Sí     |                             |
| 2020 | Mientras estés conmigo                       | Sí       | Sí        | No     |                             |
| 2021 | The Jesus Music                              | Sí       | Ejecutivo | No     | Película documental         |
| 2021 | American Underdog                            | Sí       | Sí        | Sí     |                             |
| 2023 | Jesus Revolution                             | No       | Sí        | No     |                             |
| 2024 | Ordinary Angels                              | No       | Sí        | No     |                             |
| 2024 | The Best Christmas Pageant Ever              | No       | No        | Sí     |                             |